# Ali Egal Yasin
Ali Egal Yasin (ur. 1 marca 1991) – somalijski piłkarz występujący na pozycji obrońcy. Zawodnik klubu Banaadir Telecom.

## Kariera klubowa
Ali Egal Yasin karierę klubową rozpoczął jako junior w 2003 roku w somalijskim klubie Elman FC, w którym grał przez cztery sezony. W 2007 roku przeszedł do zespołu Banaadir Telecom. Od tego czasu zdobył z nim trzy mistrzostwa Somalii (2009, 2011, 2012) oraz trzy Puchary Somalii (2007, 2011, 2012).

## Kariera reprezentacyjna
W 2009 roku Yasin zadebiutował w reprezentacji Somalii.